# Armoiries de la Crimée

Armoiries de la RSSA de Crimée.

Le blason de la Crimée est utilisé depuis 1992.
Il représente un griffon d'argent portant une perle d'azur sur un fond de gueules. Aux deux extrémités sont deux colonnes encerclées par une représentation du drapeau de la Crimée chargée de la devise nationale : « Процветание в единстве » (« Prospérité dans l'unité »). Le tout est surmonté d'un soleil naissant.